# Per averti
Per averti è il 29º album di Gigi Finizio, pubblicato nel 2005.

## Descrizione
Questo lavoro, insieme a Lo specchio dei pensieri, rappresenta un punto di svolta della carriera del cantautore napoletano.
L'album può venire acquistato singolarmente o con allegato, in un cofanetto, un DVD, all'interno del quale sono presenti, oltre ai video delle canzoni estrapolate dagli album precedenti, anche due classici napoletani: I' te vurria vasà e Tu si' 'na cosa grande.

## Tracce
- CD:

1. A modo mio
2. Per averti
3. Amori
4. Un angelo
5. L'ultima luna
6. Voglio sapè
7. Lascia che sia
8. Senza parole
9. Tu insegnami
10. Ora per ora
11. Bona fortuna

- DVD :

1. Come intendo io
2. Notte senza luna
3. Prigioniero di un sogno
4. Maledetta voglia di te
5. Odio
6. Lo specchio dei pensieri
7. Bona notte Carmè
8. I' te vurria vasà
9. Chello che nun se fà
10. Scusa
11. Tu si' 'na cosa grande
12. Solo lei
13. Senza noi
14. Fammi riprovare
15. Amore amaro
16. Bona notte (con Gloriana)